# ملتويات (بكتيريا)

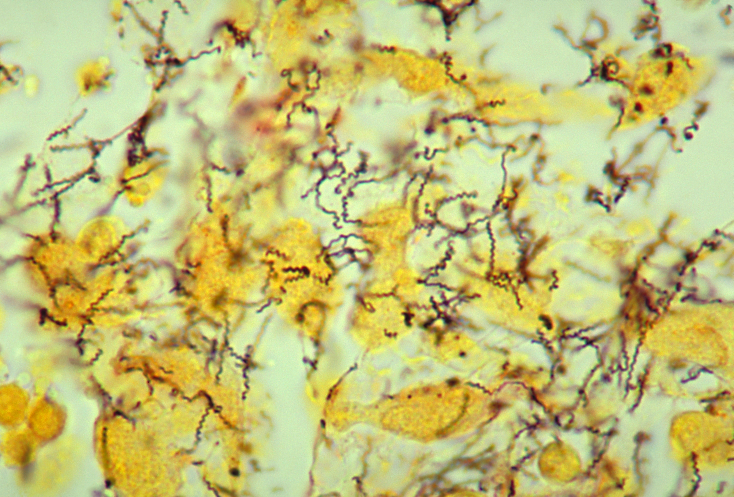
لولبية شاحنةصبغة غرام

الملتويات (الاسم العلمي: Spirochaetales) هي رتبة من البكتيريا تتبع الطبقة من طائفة الملتويانية.الملتويات أو بكتيريا حلزونية (باللاتينية: Spirochaete) تنتمي إلى أسرة بكتيريا سلبية الغرام، وتتميز بأن خلاياها ملتفة بشكل حلزوني، يتراوح طولها بين 3 - 500 مايكرومتر وقطرها 0.09 - 3 مايكرومتر، تتكاثر لاجنسيًا بواسطة الانقسام الثنائي. يمكن تميزها عن أنواع البكتيريا الأخرى بأن لها سوط محوري يمتد طوليا بين الغشاء الداخلي الجرثومي والغشاء الخارجي في الحيز المحيط بالغشاء الهيولي .

## التصنيف
تصنف البكتيريا الحلزونية المسببة للأمراض كالتالي :
- البوريلية
  - البوريليا

• بكتيريا بريمية:تسبب داء بريميات
• البورليات البوركدرفرية:تسبب مرض لايم
• بورلية راجعية:تسبب حمى راجعة 
• لولبية شاحبة :تسبب الزهري
• لولبية رقيقة :تسبب الداء العليقي ( ياوس )

## تاريخ
Salvarsan, كان أول المخدرات مضادات الميكروبات العضوية جزئيا في التاريخ الطبي، فعالة ضدspirochaetes فقط، وكان يستخدم في المقام الأول لعلاج مرض الزهري.

## وصلات إضافية
- Introduction to the Spirochetes University of California Museum of Paleontology (UCMP)